# Александър Бечанович
Александър Бечанович (на черногорски: Aleksandar Bečanović) е черногорски литературен и филмов критик, преводач, поет и писател на произведения в жанра лирика, драма, исторически роман и документалистика.

## Биография и творчество
Александър Бечанович е роден на 24 ноември 1971 г. в Никшич, Черна гора.
След дипломирането си сътрудничи на черногорския седмичник „Монитор“ в неговата рубрика за култура. После работи за културните списания Plima и Ars. Пише филмови рецензии и есета за черногорския всекидневник Vijesti и е един от сътрудниците на книгите „501 филмови режисьори“ (2007), „501 филмови звезди“ (2007), „101 филма на ужасите, които трябва да видите, преди да умрете“ (2009) и „101 научнофантастични филма, които трябва да видите, преди да умрете“ (2009). Известен е с любовта си към филмите на ужасите. Прави преводи от английски език на материали свързани с филмите, предимно за теория на филма.
Първата му книга, стихосбирката Ulisova daljina, е издадена през 1994 г. През 2002 г. получава наградата „Ристо Раткович“ за най-добра книга с поезия в Черна гора за стихосбирката си „Места в писмото“ (Mjesta u pismu).
На фестивала на книгата и авторите в Пула през 2006 г. в Хърватия той е един от представителните писатели, които представят черногорската поезия.
Първият му роман „Аркьой“ е издаден през 2015 г. Историята представя момент от живота на скандалния Маркиз дьо Сад и отражението му в обществото. На Великден 1768 г. той наема просякинята Роз Келер да дойде в къщата му в Аркьой, а няколко часа по-късно Роз успява да избяга след един колкото екстравагантен, толкова и жесток сеанс. Слухът за тази случка се прочува като „аферата Аркьой“ и поражда всякакви тълкувания. Книгата получава наградата за литература на Европейския съюз за 2017 г.
Александър Бечанович живее със семейството си в Бар.

## Произведения

### Самостоятелни романи
- Arcueil (2015) – награда за литература на Европейския съюз
Аркьой. Илюзорен алманах, изд.: ИК „Колибри“, София (2019), прев. Ася Тихинова-Йованович
- Poremecaj (2017)[5]
- Vlatka (2018)[5]

### Поезия
- Ulisova daljina (1994)[5][2][3][4]
- Jeste (1996)
- Ostava (1998)
- Mjesta u pismu (2001) – награда „Ристо Раткович“
- Preludes and Fugues (2007)

### Сборници
- Očekujem što će iz svega proizaći (2005)
- Opsjednutost: sedam horor-priča i jedna u žanru katastrofe (2009)[5]

### Документалистика
- Žanr u savremenom filmu (2005)
- Lexicon of Film Directors (2015)

### Екранизации
- 2011 The Ascent